# Bechukotai
Bechukotai, Bechukosai, o B'hukkothai (ebraico: בְּחֻקֹּתַי — tradotto in italiano: “i miei statuti”, seconda parola e incipit di questa parashah) 33ª porzione settimanale della Torah (ebr. פָּרָשָׁה – parashah o anche parsha/parscià) nel ciclo annuale ebraico di letture bibliche dal Pentateuco, decima e ultima nel Libro del Levitico. Rappresenta il passo 26:3-27:34 di Levitico, che gli ebrei leggono generalmente in maggio.
Il calendario ebraico lunisolare contiene fino a 55 settimane, col numero esatto che varia tra 50 settimane negli anni comuni e 54-55 negli anni bisestili. In questi ultimi (per es. il 2014 e 2016), la Parshah Kedoshim viene letta separatamente. Negli anni comuni (per es. 2012, 2013, 2015, 2017 e 2018), la Parshah Bechukotai è combinata con la parashah precedente, la Behar, per ottenere il numero di letture settimanali necessarie.

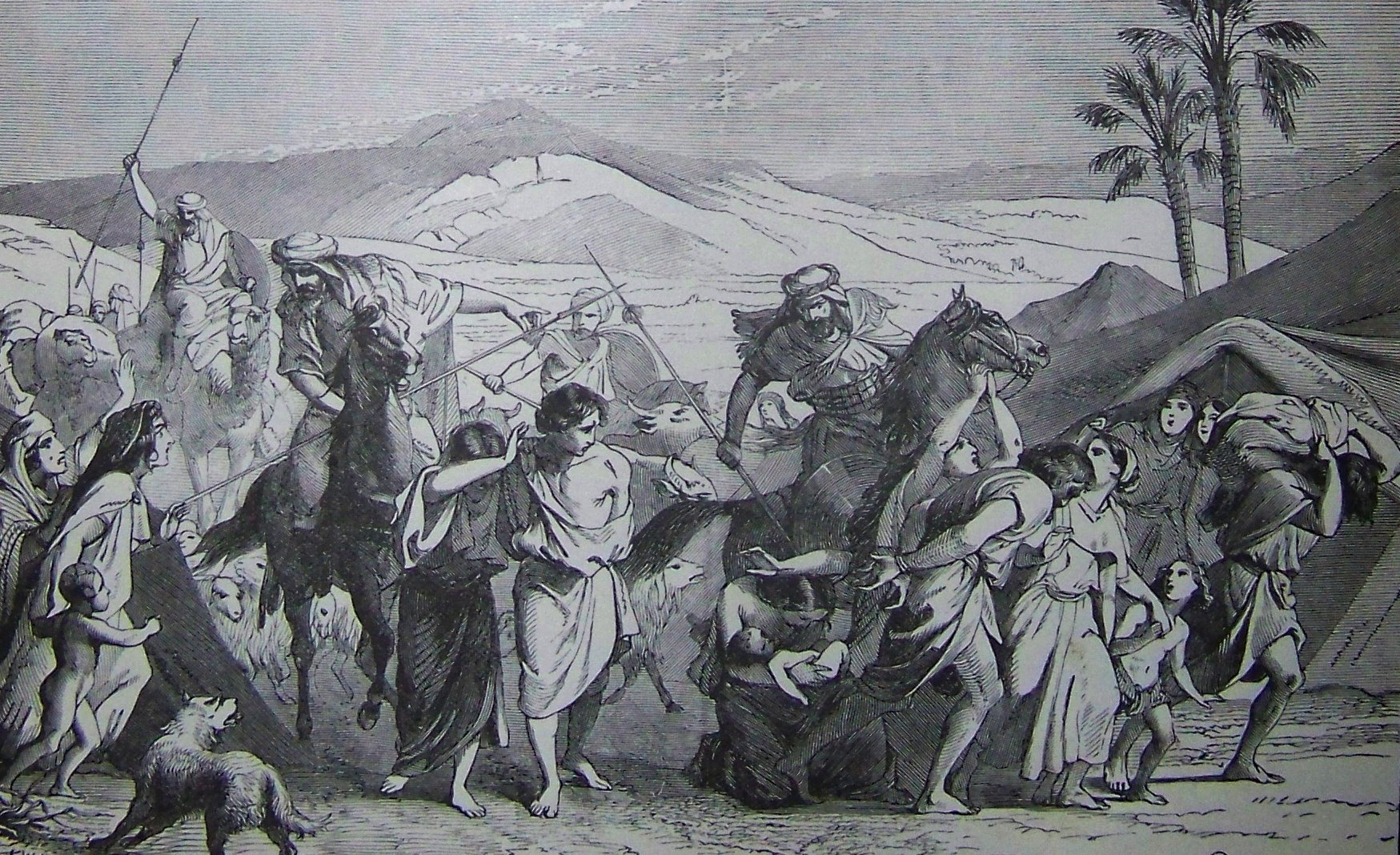
Gli Israeliti portati in cattività (illustrazione dalla Bibbia Holman, 1890)

## Haftarah
La haftarah della parshah è 16:19-17:14. Le benedizioni e maledizioni in Levitico 26 si combinano con una maledizione sull'"uomo che confida nell'uomo” in Geremia 17:5 e una benedizione su “l'uomo che confida nel Signore” in Geremia 17:7.

## Riferimenti
La parasha ha paralleli o viene discussa nelle seguenti fonti (EN, HE, IT, DE) :

### Antichi
- Trattati vassalli di Esarhaddon

### Non rabbinici
- Flavio Giuseppe. Guerre giudaiche, 6:3:3–5. Circa 75 e.v. Ristampato su The Works of Josephus: Complete and Unabridged, New Updated Edition. Trad. (EN)  di William Whiston, pp. 737–38. Peabody, Mass.: Hendrickson Pub., 1987. ISBN 0-913573-86-8

### Testi
- Testo Masoretico e traduzione JPS 1917, su mechon-mamre.org.
- Parshah cantata, su bible.ort.org. URL consultato il 1º marzo 2013 (archiviato dall'url originale il 15 maggio 2011).
- Parshah in ebraico, su mechon-mamre.org.

### Commentari
- Academy for Jewish Religion, New York, su ajrsem.org. URL consultato il 1º marzo 2013 (archiviato dall'url originale il 7 agosto 2011).
- Aish.com. URL consultato il 1º marzo 2013 (archiviato dall'url originale il 17 marzo 2013).
- American Jewish University, su judaism.ajula.edu (archiviato dall'url originale il 18 marzo 2012).
- Anshe Emes Synagogue, Los Angeles, su anshe.org. URL consultato il 1º marzo 2013 (archiviato dall'url originale il 1º novembre 2012).
- Bar-Ilan University, su biu.ac.il.
- Chabad.org.
- eparsha.com.
- G-dcast, su g-dcast.com. URL consultato il 1º marzo 2013 (archiviato dall'url originale il 20 marzo 2013).
- The Israel Koschitzky Virtual Beit Midrash, su vbm-torah.org. URL consultato il 14 maggio 2011 (archiviato dall'url originale il 14 maggio 2011).
- Jewish Theological Seminary (XML), su jtsa.edu. URL consultato il 1º marzo 2013 (archiviato dall'url originale l'11 marzo 2013).
- LearningTorah.org.
- Miriam Aflalo, su mishpacha.com. URL consultato il 1º marzo 2013 (archiviato dall'url originale il 6 aprile 2012).
- MyJewishLearning.com. URL consultato il 1º marzo 2013 (archiviato dall'url originale l'11 ottobre 2008).
- Ohr Sameach, su ohr.edu.
- Orthodox Union, su ou.org.
- OzTorah, Torah from Australia, su oztorah.com.
- Oz Ve Shalom — Netivot Shalom, su netivot-shalom.org.il. URL consultato il 24 giugno 2010 (archiviato dall'url originale il 24 giugno 2010).
- Pardes from Jerusalem, su pardes.org.il. URL consultato il 1º marzo 2013 (archiviato dall'url originale il 14 marzo 2012).
- RabbiShimon.com. URL consultato il 1º marzo 2013 (archiviato dall'url originale il 24 luglio 2012).
- Rabbi Shlomo Riskin, su ohrtorahstone.org.il. URL consultato il 21 agosto 2011 (archiviato dall'url originale il 21 agosto 2011).
- Rabbi Shmuel Herzfeld, su rabbishmuel.com. URL consultato il 1º marzo 2013 (archiviato dall'url originale l'11 marzo 2013).
- Reconstructionist Judaism, su www4.jrf.org. URL consultato il 25 settembre 2011 (archiviato dall'url originale il 16 febbraio 2006).
- Sephardic Institute, su judaic.org. URL consultato il 1º marzo 2013 (archiviato dall'url originale il 26 luglio 2011).
- Shiur.com.
- 613.org Jewish Torah Audio, su 613.org. URL consultato il 22 maggio 2011 (archiviato dall'url originale il 22 maggio 2011).
- Tanach Study Center, su tanach.org.
- Teach613.org, Torah Education at Cherry Hill, su teach613.org.
- Torah from Dixie, su tfdixie.com. URL consultato il 1º marzo 2013 (archiviato dall'url originale il 27 giugno 2019).
- Torah.it, su archivio-torah.it.
- Torah.org.
- TorahVort, su torahvort.com.
- Union for Reform Judaism, su urj.org. URL consultato il 1º marzo 2013 (archiviato dall'url originale il 18 giugno 2009).
- United Synagogue of Conservative Judaism, su uscj.org. URL consultato il 1º marzo 2013 (archiviato dall'url originale il 6 marzo 2012).
- What’s Bothering Rashi?, su shemayisrael.com.
- Yeshivat Chovevei Torah, su yctorah.org.